# 송헌
송헌(宋憲, ? ~ ?)은 중국 후한 말기의 무장이다.

## 행적
여포(呂布)를 섬겼다.
하비(下邳) 전투 때 성에 갇혀 전세가 불리해지자, 후성(侯成)·위속(魏續)과 함께 진궁(陳宮)을 사로잡아 조조(曹操)에게 투항한다. 이후의 행적은 알려진 것이 없다.

## 삼국지 연의에서의 송헌
조조(曺操)와 여포(呂布) 사이에 벌어진 하비(下邳)성 전투에서 여포는 금주령을 선포하였다. 하지만 후성(侯成)은 금주령을 어겼고, 여포는 후성을 죽이려고 했으나 여러 장수들의 간청으로 살아났다. 이에 앙심을 품은 후성·위속(魏續)·송헌은 적토마(赤兎馬)를 훔치고 조조에게 투항한다. 이때 군사들이 의심할 것을 염려한 송헌은 여포의 무기인 방천화극(方天畵戟)을 성 밖으로 내 던졌다.
이후, 조조와 원소(袁紹)간에 전쟁이 벌어졌을 때, 백마에서 안량(顔良)에게 죽임을 당한다.

## 같이 보기
- 여포